# A Love Sonnet for Billie Holiday
A Love Sonnet for Billie Holiday ist ein Jazzalbum von Wadada Leo Smith, Jack DeJohnette und Vijay Iyer. Die am 22. November 2016 in den Avatar Studios in New York City entstandenen Aufnahmen erschienen am 19. November 2021 auf TUM Records.

## Hintergrund
Wadada Leo Smith und der Schlagzeuger/Perkussionist Jack DeJohnette arbeiten seit den 1960er Jahren regelmäßig zusammen. Der Schlagzeuger spielte in der Ursprungsfassung seines Golden Quartet und ist Mitglied seines Great Lakes Quartet. Trompeter Wadada Leo Smith hatte 2000 mit seinem Golden Quartet ein gleichnamiges Album der Gruppe bei Tzadik veröffentlicht, das er mit dem Pianisten Anthony Davis, Malachi Favors Maghostut am Bass und Jack DeJohnette am Schlagzeug einspielte. Es entstanden dann weitere Alben wie The Year of the Elephant (Pi Recordings, 2002) oder Tabligh (Cuneiform Records, 2008). Dieses Mal könnte diese Gruppe „The Golden Tri“ genannt werden, schrieb Dan McClenaghan, wobei Smith mit zwei Alumni verschiedener Versionen des „Goldenen Quartetts“ zusammenarbeitete: mit Schlagzeuger DeJohnette, ein Mitglied der Debützusammensetzung, und mit Pianist Iyer, der 2005 hinzukam. Im Geiste der Zusammenarbeit haben alle Mitglieder Kompositionen beigesteuert. Smith hat hier zwei Stücke geschrieben, seine beiden Mitarbeiter je eines, und das letzte Stück ist eine Gruppenimprovisation. Smith schreibt in den Liner Notes zu dem Album, dass die musikalische Vorlage für diese Gruppe in seiner frühen Partnerschaft mit Anthony Braxton und Leroy Jenkins bei seiner Komposition „The Bell“ aus dem Debütalbum Braxtons Three Compositions of New Jazz (1969) liege.
TUM Records feierte den 80. Geburtstag des Komponisten/Trompeters Smith mit Neu- und Archivveröffentlichungen. Die Trio-Session A Love Sonnet for Billie Holiday wurde gleichzeitig mit dem Boxset The Chicago Symphonies vom Great Lakes Quartet des Trompeters veröffentlicht.

## Titelliste
- Wadada Leo Smith, Jack DeJohnette & Vijay Iyer: A Love Sonnet for Billie Holiday (TUM Records – TUM CD 060)[3]

1. Billie Holiday: A Love Sonnet (Wadada Leo Smith) 11:52
2. Deep Time No.1 (Vijay Iyer) 9:20
3. The A.D. Opera: A Long Vision with Imagination, Creativity and Fire, a Dance Opera (For Anthony Davis) (Wadada Leo Smith) 18:11
4. Song for World Forgiveness (Jack DeJohnette) 13:50
5. Rocket (DeJohnette, Iyer, Smith) 4:29

## Rezeption
Thom Jurek verlieh dem Album in Allmusic dreieinhalb Sterne und schrieb, im Eröffnungstitelstück reflektiere Smith seine Vorstellung vom stimmlichen Einfluss seines Tribut-Themas Billie Holiday. Die Sparsamkeit und eleganten Texturen seien stellenweise fast liedhaft, doch die Dynamik erweitere schließlich die Reichweite des Stücks bis an die Grenzen des Klangs selbst. Auch wenn die Spannungen durch die Melodien des Albums mit anhaltender Beharrlichkeit stiegen, treibe der zutiefst kommunikative Austausch des Trios die Musik immer weiter voran, ohne sich um eine endgültige Auflösung zu kümmern; es lasse seinen Austausch ausreichend offen für Interpretationen.

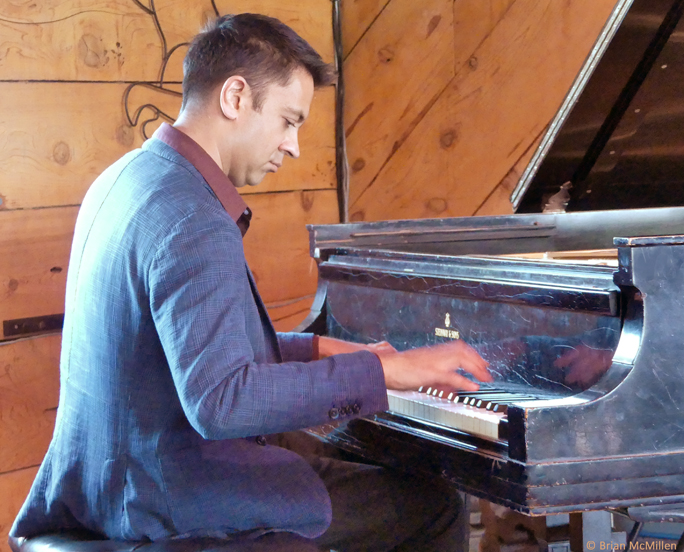
Vijay Iyer

Nach Ansicht von Dan McClenaghan, der das Album in All About Jazz rezensierte, nimmt der Sound des Albums ohne einen Bass im Mix eine räumlichere Atmosphäre an. Die Melodien würden weit abseits des Mainstreams schweben, enthielten aber alle eine spirituelle Freiheit und eine unorthodoxe Lieblichkeit. Während Iyer in seinen eigenen Aufnahmen intensive, perkussive Impulse setzen könne, zeige er hier und während des gesamten Albums (meistens) eine wunderschöne, fast Bobo-Stenson-artige Feinheit des Anschlags.
Brian Kiwanuka (Post Genre) meinte, Wadada Leo Smith gelinge es, durch atemberaubende, geschickte Läufe zu stürmen, aber einer der verführerischsten Aspekte der Herangehensweise des Trompeters sei dessen ausdrucksstarke Geduld – die langen, gefühlvollen Töne. In A Love Sonnet for Billie Holiday gelänge es Smith, gleichzeitig kraftvoll und zurückhaltend zu agieren. Vijay Iyers Piano sei noch mehr eine Mischung aus beiden Seiten dieses Spektrums. Wenn das Spiel in ein freieres Terrain vordringe, sei Iyers erfinderische Improvisation der Schlüssel, um das gemeinsame Unternehmen auf die nächste Stufe zu heben. Den rhythmischen Anker dieses Trios bilde Jack DeJohnette, der in den turbulenteren Abschnitten von „Song for World Forgiveness“ und „The AD Opera“ kolossal agiere. Dieses fesselnde Avantgarde-Album sei ein weiterer Beweis dafür, dass sie Meister ihres Fachs sind.
Für Ulrich Steinmetzger (Jazz Podium) ist das auf A Love Sonnet for Billie Holiday dokumentierte Trio „ein Gipfeltreffen: reif, beseelt, spielfreudig, facettenreich und detailscharf“ und „eine Stunde des intuitiven Sich-Findens in frei austarierten Trialogen“ Gleichberechtigter. Die Musik nehme sich Zeit (und schenke dem Zuhörer welche), wobei der Horizont weit aufgezogen sei. „Die hier in fünf weit und logisch mäandernden Stücken hingebreitete Musik darf sich ohne Drängelei, Beats oder traditionelle Muster entwickeln.“ Dieses Album wachse jedem Hören.